# Василько Юрьевич

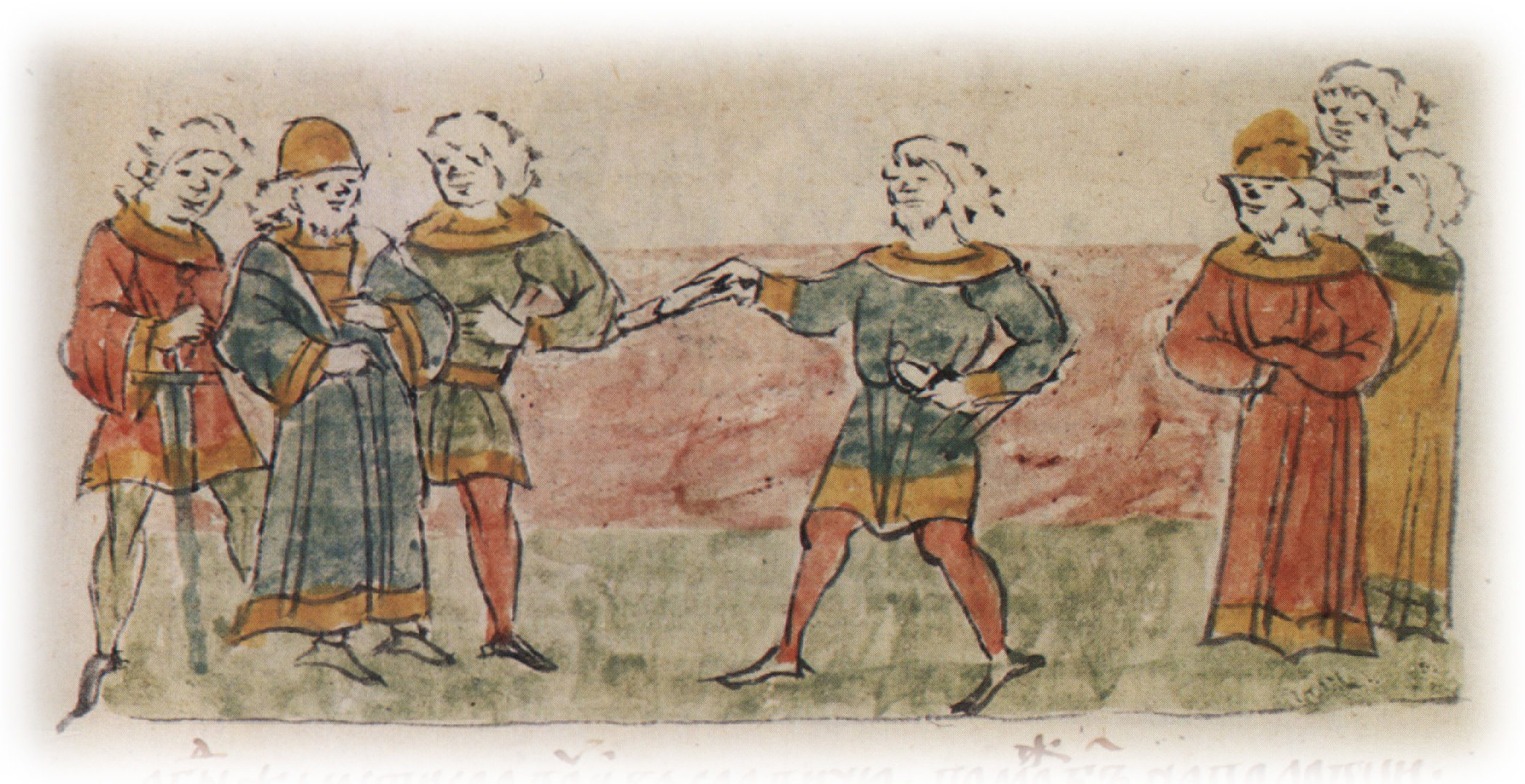
Приход гонца от Изяслава Мстиславича Киевского к Васильку Юрьевичу с предложением мира после неудачной осады Новгорода-Северского

Василько Юрьевич (ум. после 1161) — князь суздальский (1149—1151), поросский (1155—1161), сын Юрия Долгорукого.
После утверждения Юрия Долгорукого на киевском великокняжеском столе в 1149 был назначен его наместником в Суздале. После окончательного утверждения Юрия в Киеве (1155) он не посадил в Суздале одного из сыновей, и вскоре Андрей Юрьевич уехал из Вышгорода во Владимир. После смерти своего отца (1157) Василько удерживался на юге вплоть до 1161 (тогда при участии Василька и чёрных клобуков погиб в борьбе за киевское княжение Изяслав Давыдович). Затем вместе с другими родственниками был выслан Андреем в Византию, где управлял некоторыми владениями на Дунае. Основатель Василёвой Слободы (ныне город Чкаловск).
Сведения о семье и потомках отсутствуют.